# ‘Ayn Manāwir al Buyūt
‘Ayn Manāwir al Buyūt är en källa i Egypten.   Den ligger i guvernementet Al-Wadi al-Jadid, i den centrala delen av landet, 600 km söder om huvudstaden Kairo. ‘Ayn Manāwir al Buyūt ligger 79 meter över havet.
Terrängen runt ‘Ayn Manāwir al Buyūt är platt.  Trakten runt ‘Ayn Manāwir al Buyūt är nära nog obefolkad, med mindre än två invånare per kvadratkilometer. Trakten runt ‘Ayn Manāwir al Buyūt är ofruktbar med lite eller ingen växtlighet.